# Olszanica (Kárpátaljai vajdaság)
Olszanicza (ukránul: Вільшаниця [Vilsanicja]) falu a Lengyelország délkeleti részén lévő Kárpátaljai vajdasághoz tartozó Leskói járás területén. A falu Olszanicza község székhelye. Leskótól megközelítőleg 9 kilométernyire keletre fekszik és mintegy 71 kilométernyire délkeletre található a vajdaság központjától, Rzeszówtól. 
Olszanicza lakosainak száma 1100 fő.
1939-ben a falu lakossága 1750 fő volt. Közülük 1360 ukrán, 310 lengyel és 80 fő zsidó volt. 1946-ban az Ukrán Felkelő Hadsereg (UPA) több támadást indított a falu ellen, ennek során főként hidakat semmisítettek meg. 1946-ban a Wisła akció keretében a faluban lakó ukránokat áttelepítették Ukrajnába, míg az egykori keleti lengyel területekről több mint 560 lengyelt telepítettek le a faluban.

## Galéria

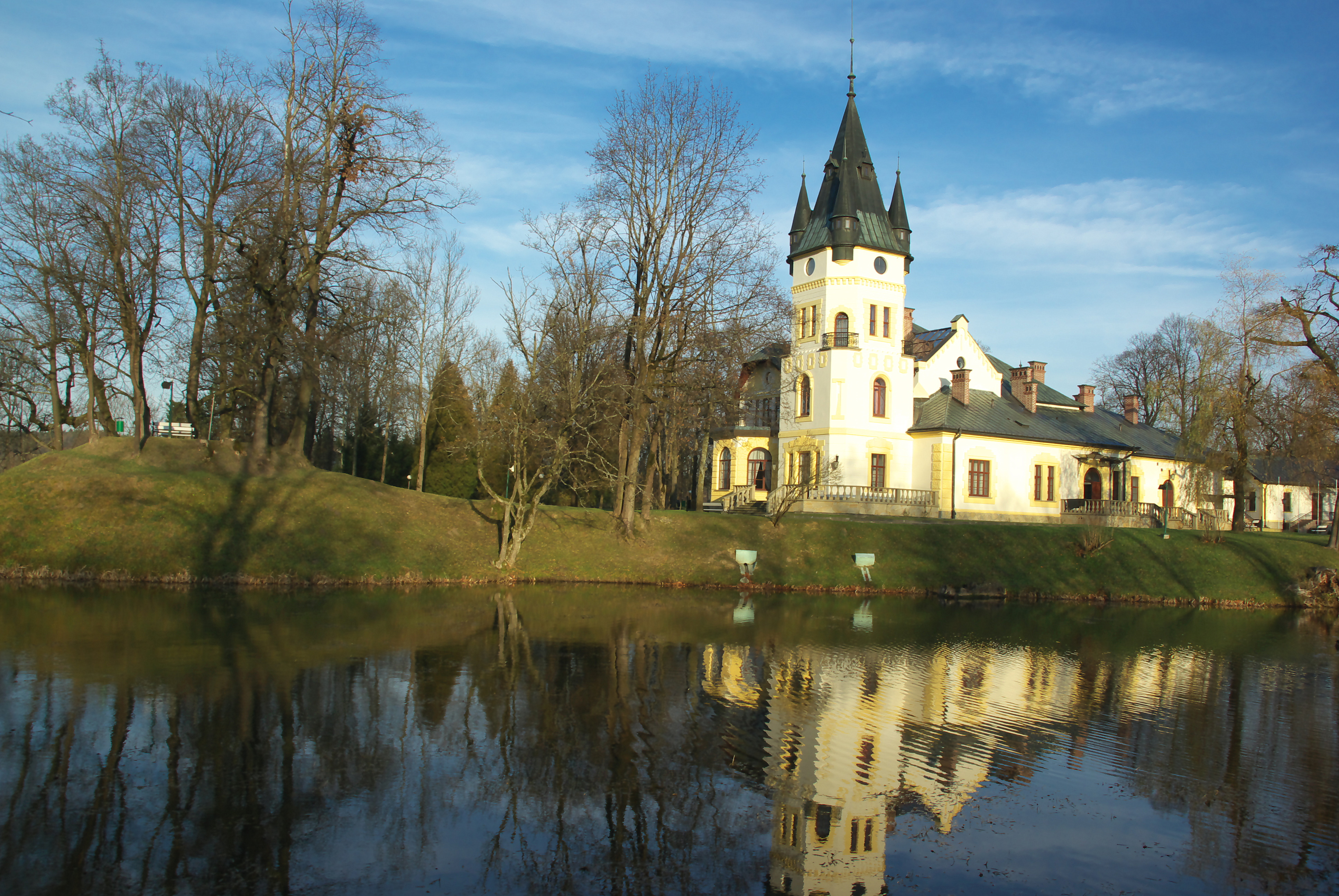
Olszanica Palota
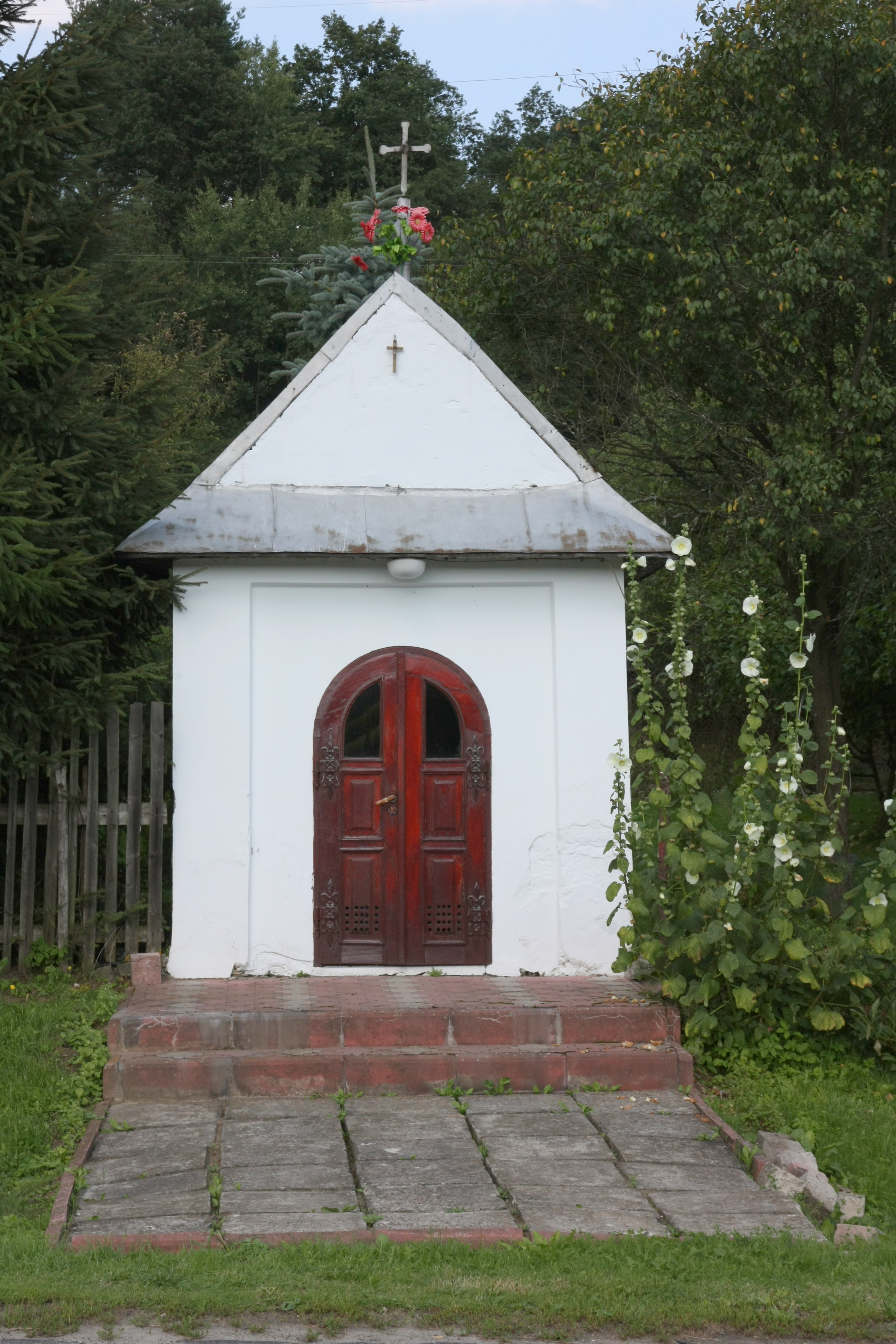
Kápolna Olszanicában
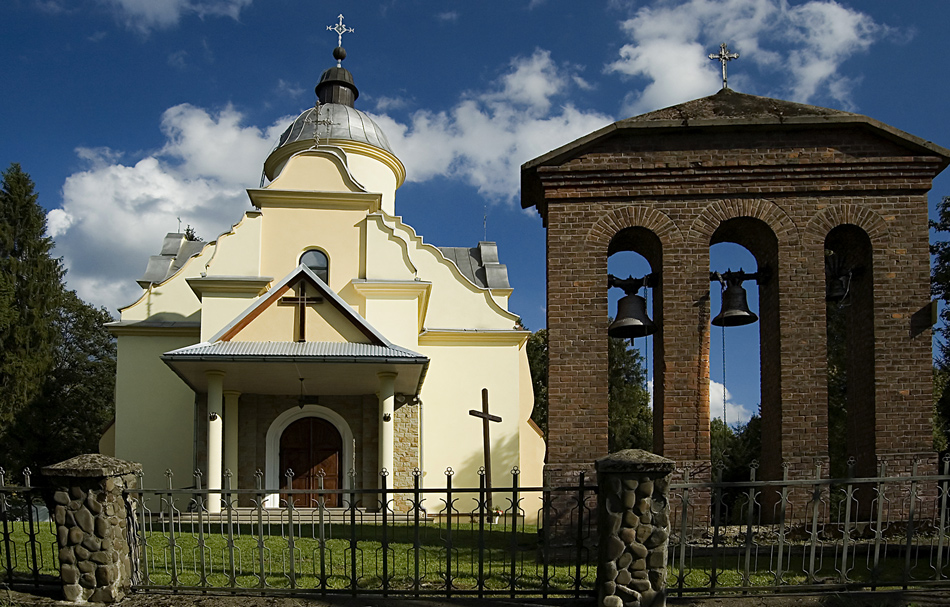
Görög templom

## Fordítás
Ez a szócikk részben vagy egészben  az   Olszanicza, Podkarpackie Voivodeship című angol Wikipédia-szócikk ezen változatának fordításán alapul.  Az eredeti cikk szerkesztőit annak laptörténete sorolja fel. Ez a jelzés csupán a megfogalmazás eredetét és a szerzői jogokat jelzi, nem szolgál a cikkben szereplő információk forrásmegjelöléseként.